# جیک پلامر

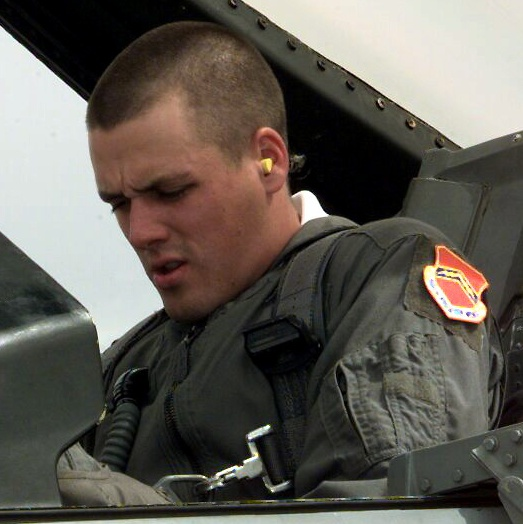
جیسون استیون "جیک" پلامر - ۲۰۰۸

جیسون استیون "جیک" پلامر (به انگلیسی:Ason Steven "Jake" Plummer) (متولد ۱۹ دسامبر ۱۹۷۴) بازیکن سابق فوتبال آمریکایی است که در لیگ ملی فوتبال (NFL) به مدت ۱۰ فصل، کوارتربک بود.